# Ben Schoeman
Pour les articles homonymes, voir Schoeman.
Barend Jacobus Schoeman (1905-1986) est un homme politique d'Afrique du Sud, membre du parlement pour Fordsburg (1938-1943) puis pour Maraisburg (1948-1974), ministre du travail et des travaux publics (1948-1954), ministre des forêts (1950-1954) et ministre des transports (1954-1974), chef du parti national dans le Witwatersrand de 1940 à 1965 puis chef du parti national du Transvaal (1966-1973).

## Biographie

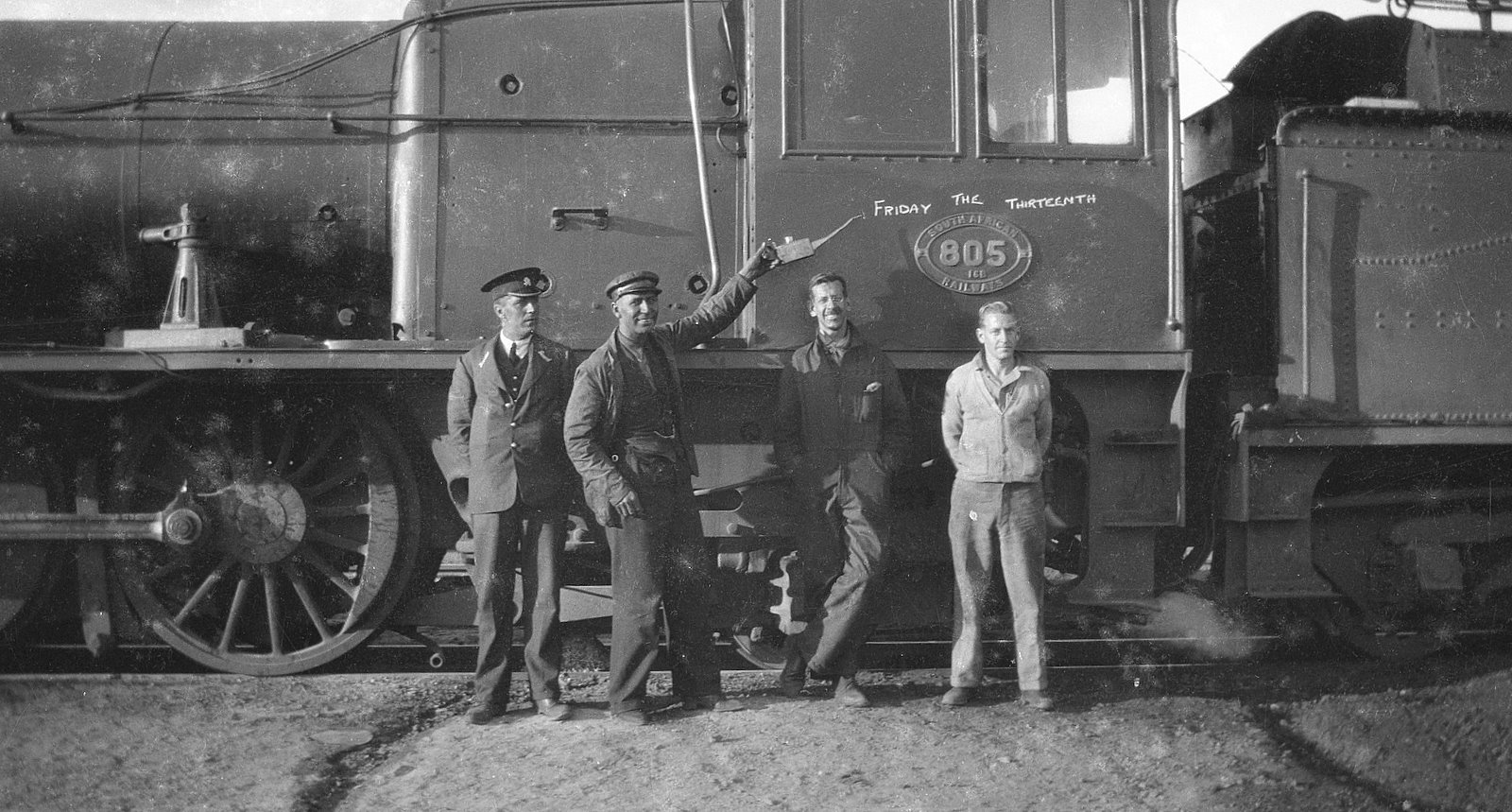
Ben Schoeman (à droite), jeune pompier des chemins de fer sud-africain

Ben Schoeman est né le 19 janvier 1905 à Johannesburg dans la colonie britannique du Transvaal. Fils de Barend Schoeman, machiniste des chemins de fer, et de Abelina Jacoba Schoeman (née Theunissen), Ben Schoeman commence sa carrière professionnelle dans ce secteur professionnel juste après le lycée. Exerçant aussi bien successivement les activités de conducteur de locomotive et de pompier, il monte progressivement les échelons de la hiérarchie pour atteindre, au bout de 16 années, le rang de chef de gare.
D'abord politiquement engagé au sein du parti uni, il devient en 1938 député de la circonscription ouvrière de Fordsburg faisant de lui à 33 ans le plus jeune membre du parlement sud-africain. Partisan de la neutralité et donc opposé à l'entrée de l'Afrique du Sud dans la Seconde Guerre mondiale, il quitte le parti uni avec les partisans de James B. Hertzog et rallie le parti national. Il devient en 1940 chef du parti national dans le Witwatersrand et membre du Comité exécutif du parti. Battu lors des élections de 1943, il conquiert la circonscription de Maraisburg en 1948 et devient, à l'âge de 43 ans, le plus jeune membre du cabinet en tant que ministre du travail et des travaux publics dans le gouvernement de Daniel François Malan. À ce poste, il légifère dans de nombreux domaines importants concernant les négociations collectives, l'assurance chômage, les accidents du travail et la mise en place aussi de l'apartheid dans les relations de travail.
En 1950, il devient ministre des forêts puis en 1954, à la suite du changement de gouvernement, le nouveau premier ministre, Johannes Strijdom, le nomme ministre des Transports, fonction qu'il assumera sans discontinuité sous les gouvernements d'Hendrik Verwoerd et John Vorster jusqu'en 1974.
Cette durée et le développement des transports en Afrique du Sud durant ces 20 années font de Ben Schoeman un ministre emblématique dans ce domaine. À ce poste, il réalise son idéal de jeunesse de devenir le ministre des chemins de fer. Sous son mandat, les entreprises publiques de transports se développent tandis que les chemins de fer sont modernisés et que les autoroutes et les ouvrages d'arts se multiplient. De nouveaux aéroports sont créés ou agrandis comme celui de Jan Smuts à Johannesburg, équipé pour recevoir le Concorde en 1970 lors de ses phases d'essai. À son apogée, le département des transports publics, entreprises publiques comprises, devient le plus important employeur public du pays. Sous sa direction, un oléoduc est notamment construit entre Durban et Johannesburg tandis qu'un nouveau système de train léger sur rail est mis en service et que les bassins portuaires sont agrandis.
Au sein du gouvernement Verwoerd, il fait aussi figure de modéré. Ainsi, quand le projet de loi visant à supprimer la représentation indirecte des électeurs coloureds au parlement est examiné par le cabinet, Schoeman est le seul ministre à s'opposer et à menacer de démissionner. Le projet est alors abandonné.
En 1966, en tant que président du parti national dans le Transvaal, il se présente au poste de président du parti et à celui de premier ministre avant de retirer sa candidature laissant le champ libre au ministre de la Justice, John Vorster.
Parallèlement à ses activités ministérielles, il est un important membre du gouvernement qui mène la charge au parlement contre Albert Hertzog. Retiré de la vie politique en 1974, il publie son autobiographie en 1978 et en novembre 1980, se prononce pour la restauration totale des droits des Coloureds sur les listes électorales.
Ben Schoeman est mort le 2 avril 1986, âgé de 81 ans.
La Ben Schoeman Freeway, également appelée Ben Schoeman Highway, est une importante autoroute d'Afrique du Sud reliant Johannesburg à Pretoria (portions de la N1 et de la N14). Ouverte le 26 avril 1968, elle est réputée être l'autoroute ayant le plus important trafic routier du pays.
L'aéroport d'East London porta le nom de Ben Schoeman aiport jusqu’en 1995.

## Famille
Ben Schoeman épouse Herculine Pauline Van Rooyen (27 décembre 1905-13 août 1980) avec lequel elle a un fils, Barend Jacobus Schoeman (1936-1994).
Après la mort de sa femme, il épouse en 1981 Anna Sophia Van Blerk (1920-1990).

## Ouvrages
- My lewe in die politiek, Perskor, Johannesburg, 1978, 424 p.